# ATP Madrid
Das ATP-Turnier von Madrid (offiziell Madrid Tennis Grand Prix) war ein Herren-Tennisturnier, das von 1972 bis 1994 in der spanischen Hauptstadt Madrid ausgetragen wurde.

## Geschichte
Gespielt wurde im Freien auf Sand. In den Jahren bis 1989 fand das Turnier im Rahmen des Grand Prix Tennis Circuit statt. 1990 ging es mit in die ATP Tour auf, der es bis zur letzten Ausgabe 1994 angehörte. Innerhalb der Tour fand es im Rahmen der ATP World Series statt, der niedrigsten Kategorie. Veranstaltungsort war der Club de Tenis Chamartin.

## Siegerliste
Im Einzel sind Ilie Năstase und Yannick Noah mit je zwei Titeln Rekordsieger. Mit drei Titeln im Doppel ist Năstase auch hier am erfolgreichsten.

### Einzel
| Jahr | Sieger                 | Finalisten        | Finalergebnis           |
| ---- | ---------------------- | ----------------- | ----------------------- |
| 1994 | Thomas Muster          | Sergi Bruguera    | 6:2, 3:6, 6:4, 7:5      |
| 1993 | Stefan Edberg          | Sergi Bruguera    | 6:3, 6:3, 6:2           |
| 1992 | Sergi Bruguera         | Carlos Costa      | 7:66, 6:2, 6:2          |
| 1991 | Jordi Arrese           | Marcelo Filippini | 6:2, 6:4                |
| 1990 | Andrés Gómez           | Marc Rosset       | 6:3, 7:6                |
| 1989 | Martín Jaite           | Jordi Arrese      | 6:3, 6:2                |
| 1988 | Kent Carlsson          | Fernando Luna     | 6:2, 6:1                |
| 1987 | Emilio Sánchez Vicario | Javier Sánchez    | 6:3, 3:6, 6:2           |
| 1986 | Joakim Nyström         | Kent Carlsson     | 6:1, 6:1                |
| 1985 | Andreas Maurer         | Lawson Duncan     | 7:5, 6:2                |
| 1984 | John McEnroe           | Tomáš Šmíd        | 6:0, 6:4                |
| 1983 | Yannick Noah (2)       | Henrik Sundström  | 3:6, 6:0, 6:2, 6:4      |
| 1982 | Guillermo Vilas        | Ivan Lendl        | 6:7, 4:6, 6:0, 6:3, 6:3 |
| 1981 | Ivan Lendl             | Pablo Arraya      | 6:3, 6:2, 6:2           |
| 1980 | José Luis Clerc        | Guillermo Vilas   | 6:3, 1:6, 1:6, 6:4, 6:2 |
| 1979 | Yannick Noah (1)       | Manuel Orantes    | 6:3, 6:7, 6:3, 6:2      |
| 1978 | José Higueras          | Tomáš Šmíd        | 6:7, 6:3, 6:3, 6:4      |
| 1977 | Björn Borg             | Jaime Fillol      | 6:3, 6:0, 6:7, 7:6      |
| 1976 | Manuel Orantes         | Eddie Dibbs       | 7:6, 6:2, 6:1           |
| 1975 | Jan Kodeš              | Adriano Panatta   | 5:7, 2:6, 7:6, 6:2, 6:3 |
| 1974 | Ilie Năstase (2)       | Björn Borg        | 6:4, 5:7, 6:2, 4:6, 6:4 |
| 1973 | Tom Okker              | Jaime Fillol      | 4:6, 6:3, 6:3, 7:5      |
| 1972 | Ilie Năstase (1)       | František Pála    | 6:0, 6:0, 6:1           |

### Doppel
| Jahr | Sieger                                 | Finalisten                          | Finalergebnis      |
| ---- | -------------------------------------- | ----------------------------------- | ------------------ |
| 1994 | Rikard Bergh Menno Oosting             | Jean-Philippe Fleurian Jakob Hlasek | 6:3, 6:4           |
| 1993 | Tomás Carbonell (2) Carlos Costa (2)   | Luke Jensen Scott Melville          | 7:64, 6:2          |
| 1992 | Patrick Galbraith Patrick McEnroe      | Francisco Clavet Carlos Costa       | 6:3, 6:2           |
| 1991 | Gustavo Luza Cássio Motta (2)          | Luiz Mattar Jaime Oncins            | 6:0, 7:5           |
| 1990 | Juan Carlos Báguena Omar Camporese     | Andrés Gómez Javier Sánchez         | 6:4, 3:6, 6:3      |
| 1989 | Tomás Carbonell (1) Carlos Costa (1)   | Francisco Clavet Tomáš Šmíd         | 7:5, 6:3           |
| 1988 | Sergio Casal Emilio Sánchez Vicario    | Jason Stoltenberg Todd Woodbridge   | 6:7, 7:6, 6:4      |
| 1987 | Carlos di Laura Javier Sánchez         | Sergio Casal Emilio Sánchez Vicario | 6:3, 3:6, 7:6      |
| 1986 | Anders Järryd Joakim Nyström           | Jesús Colás David de Miguel         | 6:2, 6:2           |
| 1985 | Givaldo Barbosa Ivan Kley              | Jorge Bardou Alberto Tous           | 7:6, 6:4           |
| 1984 | Peter Fleming John McEnroe             | Fritz Buehning Ferdi Taygan         | 6:3, 6:3           |
| 1983 | Heinz Günthardt Pavel Složil (2)       | Markus Günthardt Zoltán Kuhárszky   | 6:3, 6:3           |
| 1982 | Pavel Složil (1) Tomáš Šmíd            | Heinz Günthardt Balázs Taróczy      | 6:1, 3:6, 9:7      |
| 1981 | Hans Gildemeister (2) Andrés Gómez (2) | Markus Günthardt Tomáš Šmíd         | 6:2, 3:6, 6:3      |
| 1980 | Hans Gildemeister (1) Andrés Gómez (1) | Jan Kodeš Balázs Taróczy            | 3:6, 6:3, 10:8     |
| 1979 | Carlos Kirmayr Cássio Motta (1)        | Robin Drysdale John Feaver          | 7:6, 6:4           |
| 1978 | Wojciech Fibak (2) Jan Kodeš (2)       | Pavel Složil Tomáš Šmíd             | 6:7, 6:1, 6:2      |
| 1977 | Bob Hewitt Frew McMillan               | Antonio Muñoz Manuel Orantes        | 6:7, 7:6, 6:3, 6:1 |
| 1976 | Wojciech Fibak (1) Raúl Ramírez        | Bob Hewitt Frew McMillan            | 4:6, 7:5, 6:3      |
| 1975 | Jan Kodeš (1) Ilie Năstase (3)         | Juan Gisbert Manuel Orantes         | 7:6, 4:6, 9:7      |
| 1974 | Patrice Dominguez Antonio Muñoz        | Brian Gottfried Raúl Ramírez        | 6:1, 6:3           |
| 1973 | Ilie Năstase (2) Tom Okker             | Bob Carmichael Frew McMillan        | 6:3, 6:0           |
| 1972 | Ilie Năstase (1) Stan Smith            | Andrés Gimeno Manuel Orantes        | 6:2, 6:2           |